# 科德略斯威特沃特湖 (印地安納州)
科德略斯威特沃特湖（英語：Cordry Sweetwater Lakes）是位於美國印地安納州布朗縣的一個人口普查指定地區。

## 地理
科德略斯威特沃特湖的座標為39°18′40″N 86°07′22″W / 39.31111°N 86.12278°W，而該地最高點為海拔高度268米（即879英尺）。

## 人口
根據2010年美國人口普查的數據，科德略斯威特沃特湖的面積為8.80平方千米，當中陸地面積為7.10平方千米，而水域面積為1.70平方千米。當地共有人口1128人，而人口密度為每平方千米128.18人。